# الاتحاد العربي للتنمية الاقتصادية
الاتحاد العربي للتنمية الاقتصادية متخصص تابعة لمجلس الوحدة الاقتصادية العربية إحدى منظمات جامعة الدول العربية، يهدف إلى دعم خطط التنمية الاقتصادية والاجتماعية للدول العربية وجذب الاستثمارات لإقامة مشاريع التنمية والبنى التحتية والتعليم والتقنية، وتعميم وتطوير برامج الحكومة الالكترونية ’ كما يهدف الاتحاد إلى دعم مشاركة القطاع الخاص والمستثمرين والمؤسسات العربية والعالمية في مشاريع التنمية المستدامة للمجتمعات العربية، ويعمل الاتحاد العربي للتنمية الافتصادية على تطوير ودعم معايير القدرة التنافسية للدول العربية، حيث تشهد الدول العربية تغييرات وتحديات اقتصادية واجتماعية كبيرة وجديدة ضمن نظام عالمي متجدد وتكتلات إقليمية، يتطلب رؤية عصرية لبناء وتنمية الدول العربية من مختلف النواحي، يكون فيها للمجتمع المدني والقطاع الخاص دوراً أكبر وفعال في المشاركة في هذا التطوير، وتوحيد العمل العربي المشترك في هذا المجال حيث أصبحت التنمية الشاملة والمتكاملة لمجموعة الدول العربية ضرورة متبادلة لكل الدول العربية، ومن هذا المفهوم انطلقت فكرة تأسيس " الاتحاد العربي للتنمية الاقتصادية ".
المقر الرئيسي للاتحاد – مدينة دبي في دولة الإمارات العربية المتحدة
الموقع الرسمي AUED.net